# 1. Recklinghäuser SpV Union 05
1. Recklinghäuser SpV Union 05 was een Duitse voetbalclub uit Recklinghausen, Noordrijn-Westfalen.

## Geschiedenis
De club werd in 1905 opgericht. Union sloot zich aan bij de West-Duitse voetbalbond. De club speelde in de Ruhrcompetitie en toen deze tijdens de Eerste Wereldoorlog verder opgedeeld werd speelde de club in 1915 één seizoen in de hoogste klasse. In 1920 seizoen werden de clubs uit Recklinghausen overgeheveld naar de Westfaalse competitie. In 1922 promoveerde de club naar de hoogste klasse, waar stadsrivaal SV Viktoria 1909 Recklinghausen de afgelopen jaren vicekampioen werd. De competitie was in twee groepen verdeeld en Union werd eerste tweede en dan derde. Vanaf 1924 werden de reeksen de competitie samen gevoegd, Union kwalificeerde zich hier niet voor. Na één seizoen keerde de club terug en werd tiende op vijftien clubs. Hierna werd de competitie weer gesplitst en Union eindigde laatste met slechts twee punten en degradeerde. In 1930 promoveerde de club weer. Na een middelmatig eerste seizoen werd de club in 1931/32 tweede in groep West achter SpVgg Herten. Het volgende seizoen werd de club zesde. Na dit seizoen kwam de NSDAP aan de macht in Duitsland en zij herstructureerden de competitie grondig. De West-Duitse bond met zijn acht competities werden ontbonden en vervangen door drie Gauliga’s. De club kwalificeerde zich hier niet voor. Na één seizoen promoveerde de club via de eindronde en werd achtste in het eerste seizoen en was een van de enige twee clubs die FC Schalke 04 kon verslaan dat seizoen. Het volgende seizoen werd Union laatste en degradeerde. Hierna slaagde de club er niet meer in te promoveren.
In 1972 fuseerde de club met SU Wacker 20 Recklinghausen en SC Preußen Hochlarmark tot Eintracht Recklinghausen, dat op zijn beurt in 1981 fuseerde met SC Recklinghausen tot 1. FC Recklinghausen